# Route nationale 344
Die Route nationale 344, kurz N 344 oder RN 344, war eine französische Nationalstraße, die von 1933 bis 1973 von Arques bis Bailleul verlief. Sie wurde 1973 in die N42 integriert. Ihre Länge betrug 29 Kilometer. Die Nummer wurde für die in den 1990er Jahren entstandene Nordumgehung von Reims verwendet. Diese führte von der N51 bei Le Linguet zur A26. Seit 2006 ist sie Départementstraße mit der Nummer 944.